# Rousses
Rousses is een gemeente in het Franse departement Lozère (regio Occitanie) en telt 102 inwoners (2009). De plaats maakt deel uit van het arrondissement Florac.

## Geografie
De oppervlakte van Rousses bedraagt 23,0 km², de bevolkingsdichtheid is dus 4,4 inwoners per km².
De onderstaande kaart toont de ligging van Rousses met de belangrijkste infrastructuur en aangrenzende gemeenten.

## Demografie
Onderstaande figuur toont het verloop van het inwonertal (bron: INSEE-tellingen).